# 科考 (匈牙利)
科考，是匈牙利佩斯州所辖的一个村。总面积44.36平方公里，总人口4487，人口密度101.1人/平方公里（2011年1月1日）。